# 北嶋興

北嶋 興（きたじま こう、1956年11月22日 - ）は、東京都出身のフリーアナウンサー。静岡第一テレビ元アナウンサーで、現在はオフィス・ケイ・ステーション代表。

## 経歴・エピソード
文京区立昭和小学校から文京区立第九中学校に通学し、中学の2学年先輩に後に落語家となる春風亭小朝がおり、生徒会活動で親しくしていた。クラスメイトには後の作家の横山秀夫がいた。
日本大学第二高校1年次の1972年秋に、放送部に入部して文化祭の出し物「二高ベストテン」でDJを担当。それを観ていた2学年先輩の伊藤蘭に「あなた、おしゃべり面白いから、芸能界でも入ったら良いのに!」と褒められ、北嶋本人もその気になり、伯母の知人である映画評論家の小森和子に紹介してもらい、2年次の1973年からニッポン放送上野修プロデューサーの下でラジオ番組の裏方修行を開始。その2年後の1975年には、秋元康もニッポン放送での修行を始めている。3年次の1974年には劇画「愛と誠」で声優デビューするが、この作品のキャストには、高校時代からの友人で芸能界デビュー前の岡江久美子がいた。
大学入学直前の1975年2月から『ザ・パンチ・パンチ・パンチ』のパーソナリティに抜擢され、日本大学芸術学部放送学科卒業後の1980年に静岡第一テレビ（SDT）へアナウンサーとして入社。『ズームイン!!朝!』を3年担当し、番組司会者であった徳光和夫（当時日本テレビアナウンサー）からは「北嶋少年」と呼ばれていた。夕方のローカルニュースワイド『Todayしずおか』でもキャスターを3年担当した他、土曜夕方の情報バラエティ番組『JanJanサタデー』では「ミスターK」というキャラクターで出演。この時にゲストとして共演した俳優の柴田恭兵と竹中直人に「一緒にコンビを組まないか?」と勧誘され、特に柴田には同社食堂「セピア」で約1時間程度口説かれ、当時の里見プロデューサーが心配して、二人の間に入ったというエピソードもある。
静岡県内で人気者となり伝説のアナウンサーとなるが、ある時にファンクラブを結成したいという静岡市立商業高等学校の女子生徒6名が来社し、取材を受けている中で北嶋から「来年、実は結婚するんですよ。」と公表した際にその6名が同社玄関ロビーで約1時間程度も大号泣。その模様を全社員が入れ替わり、立ち替わり覗きに来たり、挙句の果てには当時の報道制作局長に「北嶋、会社のために結婚を延期できないものか?」と言われたことがあった。
その後は1985年に28歳で同局を退社してフリーに転身し、1年間はテレビ東京の専属パーソナリティとして『メガTONスポーツTODAY』キャスターを1年務めた後、ボートレース・競輪・オートレースの優勝戦テレビ中継の実況を多数担当した。この当時、某スポーツ新聞で「西の杉本清、東の北嶋興」と取り上げられた。公営競技の各実況では、選手にニックネームを付けたアナウンサーの先駆けで、この時は「選手の形容は、まさにアドリブの天才ぶりを発揮して、公営競技界に革命を起こした」と称された。ボートレースでは、実況中にオッズを言ったことも元祖であるほか、1994年に戸田で開催された笹川賞優勝戦のイントロで「まさに、競艇は水上の格闘技であります!」の「水上の格闘技」というフレーズが、後のCMのコピーとして使用された。鵜飼菜穂子に「インの鬼姫」のニックネームを付け、1990年に平和島で開催された総理大臣杯では最終ターンマークを先頭で旋回する岩口昭三に「花のお江戸の水面で舞うか勝利の桜しぶき」と表現。競輪での選手の戦いぶりへの比喩表現では、有名な例として滝澤正光に向けて発した「来たぞー来たぞー、凄い、まさに人間発電所」がある。オートレースでは優勝戦前のイントロで「リビングアリーナの皆さん、ご起立ください」がファンの流行語になる程認知され、後に藤岡弘、とオートレースのCMで共演している。

## 担当していた番組

### 静岡第一テレビ時代
- ズームイン!!朝!（1982年 - 1985年）
- Todayしずおか（1985年）
- JanJanサタデー（1981年 - 1988年）

### フリー転向後
- メガTONスポーツTODAY（テレビ東京、1985 - 1986年）

## 主な実況歴

### 競輪
- 日本選手権競輪（1991年）
- オールスター競輪（1989年、1990年）
- 全日本選抜競輪（1990年、1991年）
- KEIRINグランプリ（1990年）

### ボートレース
SG
- 総理大臣杯競走（1990年、1993年、2003年）
- 笹川賞競走（1994年）
- モーターボート記念競走（1989年、1993年）
- 全日本選手権競走（1993年、1996年、1998年、1999年、2000年、2003年）
- 賞金王決定戦競走（1996年）

GI
- 新鋭王座決定戦競走（2004年）
- 女子王座決定戦競走（1996年）
- 戸田施設改善記念競走（1995年）
- 戸田周年記念グランプリ（1993年、1994年、1996年、1997年、1999年、2000年、2002年）
- 徳山クラウン争奪戦（1994年、1997年、2002年）
- 九州地区選手権競走（1992年、1997年）
- 福岡周年記念競走（1992年、1993年、1995年、1996年、1998年）
- 福岡施設改善記念競走（1995年）
- 唐津周年記念競走（1993年、1994年）

GII
- モーターボート大賞競走（1992年、1998年）

### オートレース
SG（オート）
- 全日本選抜オートレース（1991年、1992年、1995年、1997年、1999年～2003年）
- オールスターオートレース（1989年、1990年、1992年、1994年～1998年、2000年、2001年、2003年〜2005年）
- オートレースグランプリ（1997年、1998年、2000年〜2003年）
- 日本選手権オートレース（1990年～2003年）
- スーパースター王座決定戦（1989年、1990年、1992年、1994年、2001年、2002年）
- 東西チャンピオンカップ（1997年～1999年）

GI
- 全国地区対抗戦（1997年）
- ムーンライトチャンピオンカップ（2003年、2004年）
- 平成チャンピオンカップ（1995年、2000年、2001年）
- 黒潮杯（1997年、1998年）
- オート発祥記念船橋オート祭（1991年）
- 山陽スピード王決定戦（2000年、2002年）